# Erateina tentaculifera
Erateina tentaculifera är en fjärilsart som beskrevs av Paul Dognin 1911. Erateina tentaculifera ingår i släktet Erateina och familjen mätare. Inga underarter finns listade i Catalogue of Life.